# Baszta Kupiecka w Lewoczy

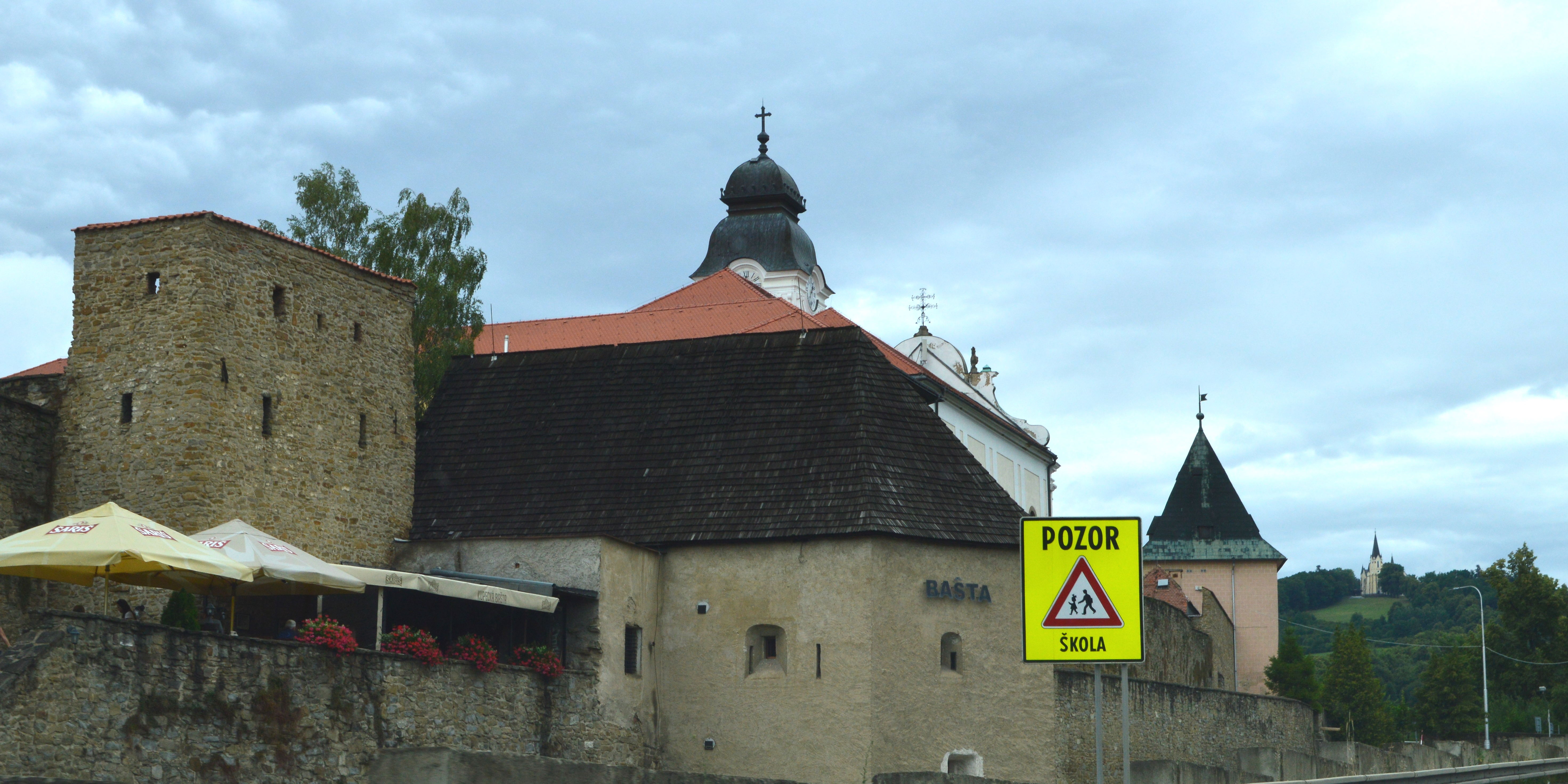
Baszta Kupiecka w Lewoczy

Baszta Kupiecka w Lewoczy (słow. Kupecká bašta) – jedna z zachowanych do dziś baszt, wchodzących w skład dawnych murów obronnych miasta Lewocza w historycznej krainie Spisz na Słowacji.
Jest najmłodszą basztą obronną w lewockich murach miejskich. Powstała w 1649 r. w związku z potrzebą wzmocnienia systemu obronnego królewskiego miasta Lewocza, zagrożonego kolejnymi powstaniami antyhabsburskimi. Miała 4 kondygnacje. Początkowo była nazywana „Nową Basztą”, później otrzymywała nazwę od cechu rzemieślniczego, który miał w swych obowiązkach jej obronę. Już w 1670 r. jej obrona należała do cechu krawców, dlatego przez długi czas nazywana była Basztą Krawiecką. Przechowywano w niej broń i amunicję.
W 1697 r. baszta była już w bardzo złym stanie, który znacząco pogorszył się w roku 1710 na skutek długotrwałego oblężenia miasta przez wojska cesarskie w końcowym okresie powstania Rakoczego. Na skutek szalejącej w następnym roku zarazy i ogólnego zubożenia miasta podjęcie naprawy umocnień przeciągało się. Jeszcze w 1728 r. ganki na murach nie były pokryte gontami. Omawianą basztę powierzono cechowi kupców, który ją wyremontował – stąd poszła jej dzisiejsza nazwa.
Z czasem lewockie baszty straciły na znaczeniu obronnym. Ich utrzymanie obciążało budżet miejski, dlatego wiele z nich przeznaczono na inne cele. W 1788 r. zdecydowano się przebudować Basztę Kupiecką na więzienie, ponieważ dotychczasowe, istniejące w piwnicach ratusza, już nie wystarczało. Obiekt został poddany inwentaryzacji, powstały plany przebudowy, jednak na skutek różnych zawirowań politycznych prac budowlanych nie podjęto. Do pomysłu wrócono w 1811 r., kiedy to miasto zleciło projekt przebudowy majstrowi Antonovi Veselovskému. Prace przygotowawcze trwały do 1825 r., ale budowy ostatecznie zaniechano.
Już w 1803 r. cesarska Komora Dworska wydała zgodę na sprzedaż poszczególnych części lewockich budowli obronnych na cele mieszkalne, a miejskich fos – na sady i ogrody. Również Baszta Kupiecka przeszła w końcu w prywatne ręce i przez długie lata służyła następnie jako obiekt mieszkalny. Jeszcze po II wojnie światowej jej właścicielami była rodzina Drahušów, która w przyległym fragmencie fosy prowadziła znaną szkółkę drzew owocowych.
W następnych latach właścicielem baszty zostało państwo. W 1972 r. wykonano naukowe badania obiektu, w oparciu o które wykonana została gruntowna renowacja baszty i w 1974 r. zostało tu otwarte pierwsze na Słowacji Muzeum Ociemniałych. Ze względu na szczupłość miejsca oraz zły dostęp z miasta po 10 latach muzeum zlikwidowano, by w 1990 r. otworzyć je na nowo, już w nowych pomieszczeniach przy lewockim Rynku. Baszta tymczasem służyła jako kawiarnia, restauracja, w latach 1996–2000 funkcjonowała tu wystawa rzemiosła artystycznego, później ponownie restauracja. Obecnie, po dalszych przebudowach, jest siedzibą przytulnej restauracji.